# Парольдо
Парольдо (італ. Paroldo, п'єм. Paròd) — муніципалітет в Італії, у регіоні П'ємонт, провінція Кунео.
Парольдо розташоване на відстані близько 460 км на північний захід від Рима, 80 км на південь від Турина, 45 км на схід від Кунео.
Населення — 216 осіб (2014).
Щорічний фестиваль відбувається 15 вересня. Покровитель — Beata Vergine Addolorata.

## Демографія
Населення за роками:

Станом на 1 січня 2023 року в муніципалітеті офіційно проживало 10 іноземців з 4 країн, серед них 9 громадян країн Євросоюзу та 1 громадянин України.

## Сусідні муніципалітети
- Чева
- Момбаркаро
- Мураццано
- Роашіо
- Сале-Сан-Джованні
- Торрезіна